# Szantorowszczyzna
Szantorowszczyzna (biał. Шантараўшчына; ros. Шанторовщина) – wieś na Białorusi, w obwodzie witebskim, w rejonie dokszyckim, w sielsowiecie Porpliszczee.

## Historia
W czasach zaborów w powiecie wilejskim w guberni wileńskiej Imperium Rosyjskiego.
W dwudziestoleciu międzywojennym zaścianek leżał w Polsce, w województwie wileńskim, w powiecie duniłowickim, od 1926 w powiecie dziśnieńskim, w gminie Porpliszcze.
Według Powszechnego Spisu Ludności z 1921 roku zamieszkiwały tu 94 osoby, 93 było wyznania rzymskokatolickiego, 1 prawosławnego. Jednocześnie 83 mieszkańców zadeklarowało polską przynależność narodową, 10 białoruską, a 1 inną. Było tu 10 budynków mieszkalnych. W 1931 w 15 domach zamieszkiwały 93 osoby.
Wierni należeli do parafii rzymskokatolickiej w Dzierkowszczyźnie. Miejscowość podlegała pod Sąd Grodzki w Dokszycach i Okręgowy w Wilnie; właściwy urząd pocztowy mieścił się w Porpliszczach.

Po agresji ZSRR na Polskę w 1939 roku wieś znalazła się w granicach BSRR. W latach 1941–1944 była pod okupacją niemiecką. Następnie leżała w BSRR. Do 1958 wieś była w składzie sielsowietu Hrabucze, do 1959 sielsowietu Wołodźki a następnie w składzie sielsowietu Królewszczyzna. Od 1991 roku w Republice Białorusi.

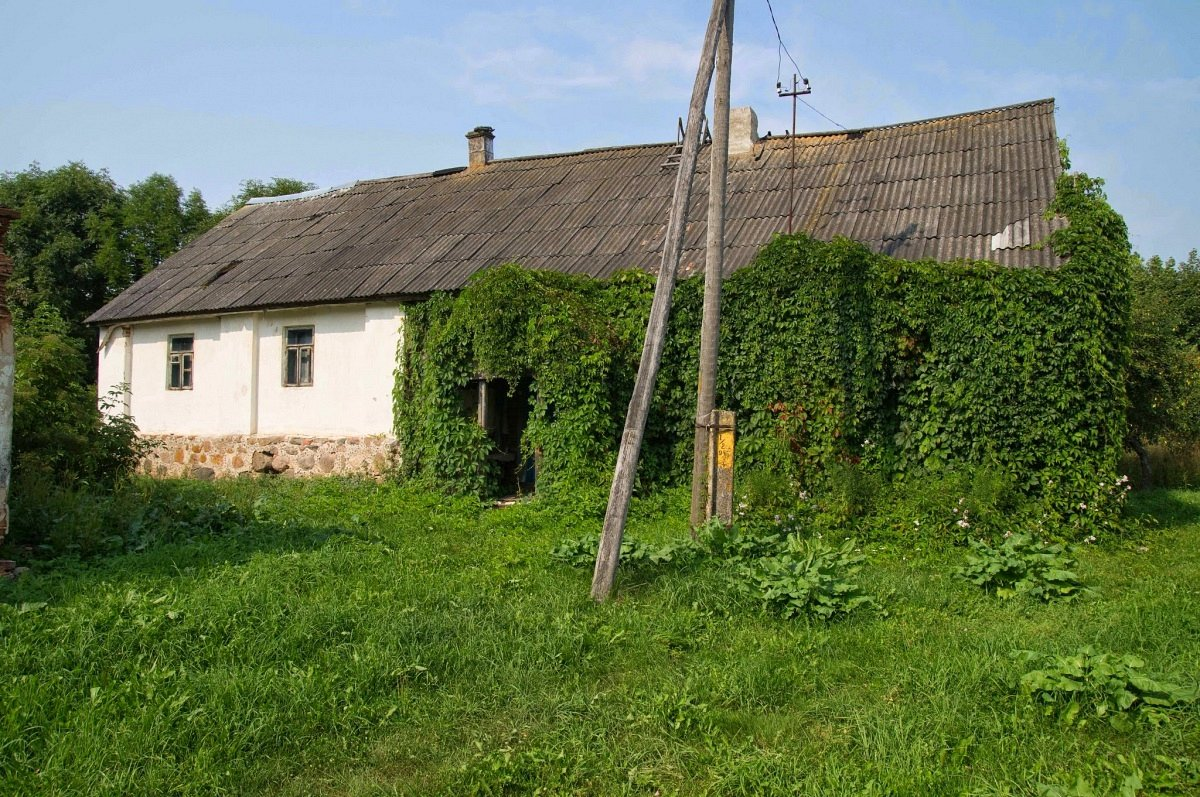
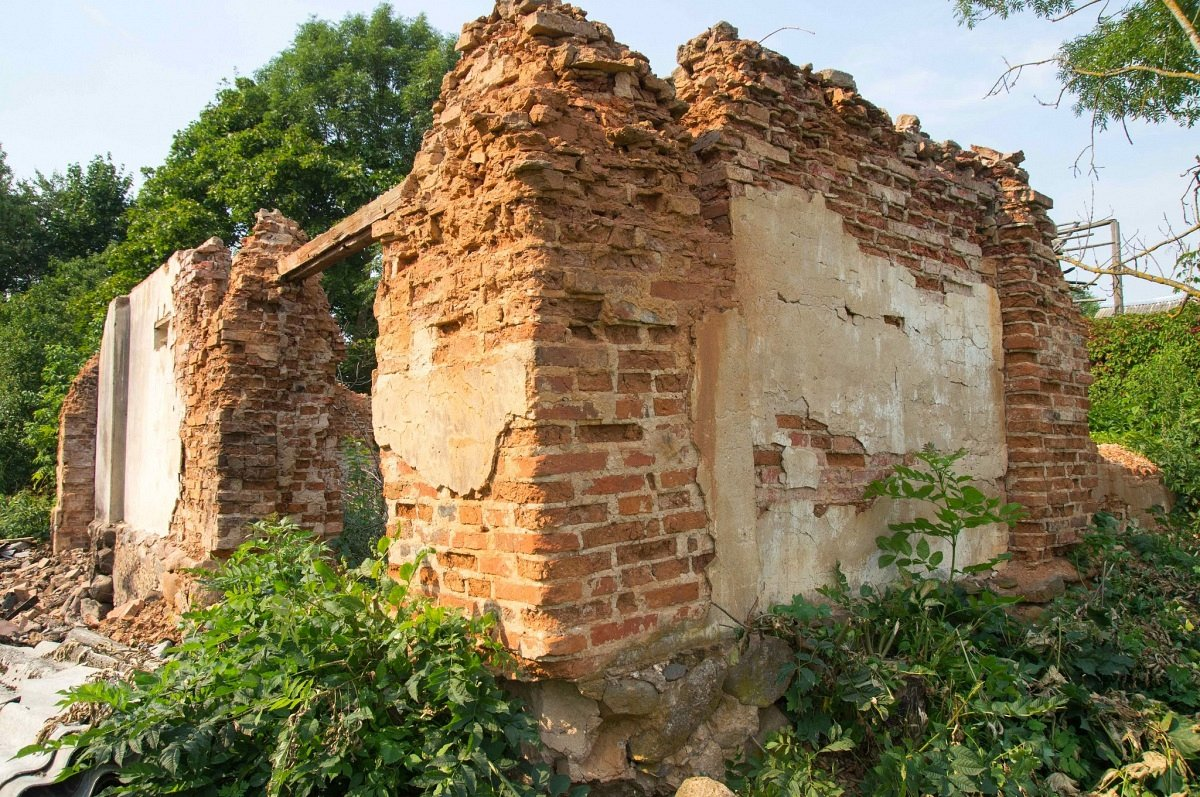
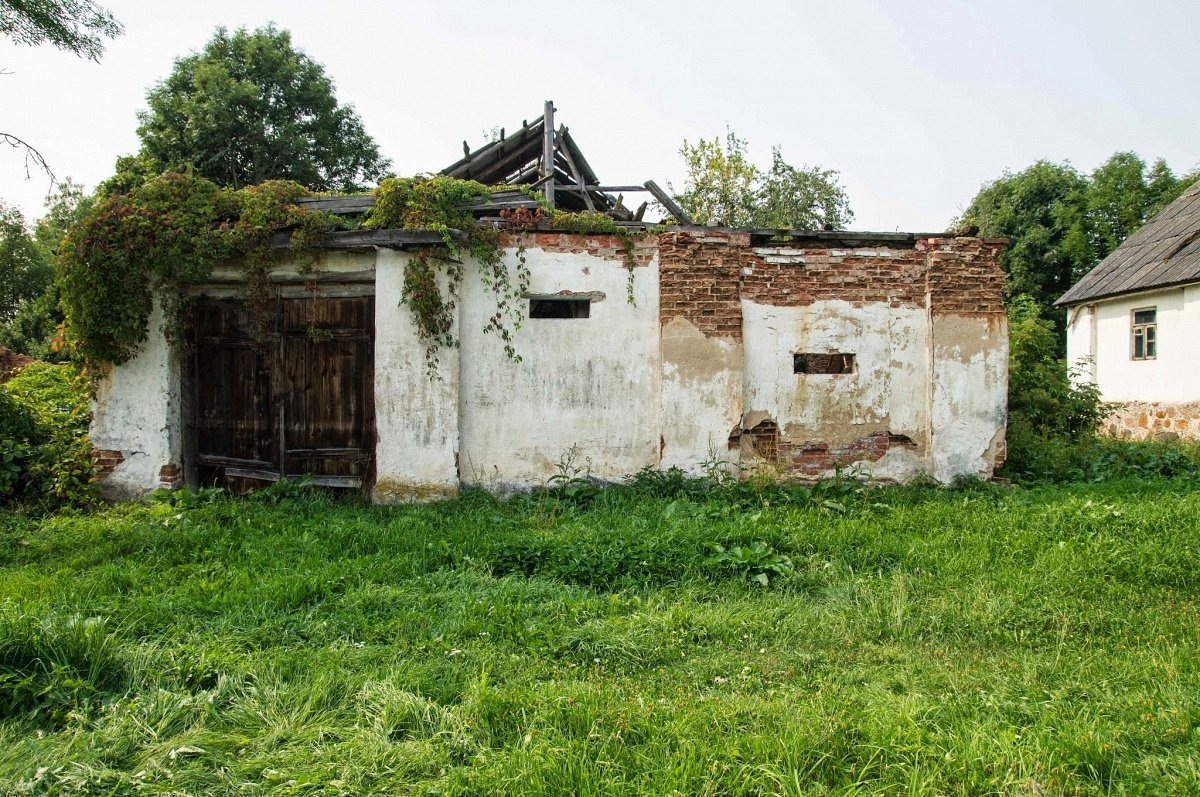